# Meromyzella capensis
Meromyzella capensis är en tvåvingeart som först beskrevs av Friedrich Hermann Loew 1860.  Meromyzella capensis ingår i släktet Meromyzella och familjen fritflugor. Inga underarter finns listade i Catalogue of Life.